# زين دشت
زين‌ دشت هي قرية في مقاطعة سلماس، إيران. يقدر عدد سكانها بـ 573 نسمة بحسب إحصاء 2016.